# Войчех Йежи Хас
Во̀йчех Йежи Хас (на полски: Wojciech Jerzy Has) е полски режисьор, сценарист и филмов продуцент.

## Биография
Роден е на 1 април 1925 година в Краков в семейство на евреин и полякиня.
След Втората световна война започва да следва в Краков кино и рисуване. Първоначално се специализира в снимането на документални и учебни филми. В средата на 40-те години започва да продуцира документални филми, но малко по-късно вече режисира собствени игрални филми. През 1958 снима първия си игрален филм. Негови филми днес се числят към класиката на полското кино и показват характерния стил на Филмовото училище в Лодз (Държавно висше филмово, телевизионно и театрално училище „Лѐон Шилер“, Лодз).
Хас отбелязва присъствие на полската филмова сцена преди всичко с педагогическите си способности и с влиянието, което оказва върху редица млади режисьори, завършили Филмовото училище в Лодз, Филмовото училище в Лодз, където преподава режисура.
Става известен с филми като „Pożegnania“ (1958), „Jak być kochaną“ (1962), „Санаториум „Клепсидра“ („Sanatorium pod klepsydrą“, 1973), „Niezwykła podróż Balthazara Kobera“ (1988). Сред най-известните му филми са „Ръкописът от Сарагоса“ (по Ян Потоцки), 1965 г., с участието на Збигнев Цибулски и „Санаториум „Клепсидра“ от 1973 г. по Бруно Шулц, както и „Куклата“ от 1969 г., по Болеслав Прус.
Войчех Йежи Хас умира на 3 октомври 2000 година в Лодз.

## Избрана филмография
- „Pożegnania“ (1958)
- „Jak być kochaną“ (1962)
- „Ръкопис, намерен в Сарагоса“ („Rękopis znaleziony w Saragossie“, 1965)
- „Санаториум „Клепсидра“ („Sanatorium pod klepsydrą“, 1973)
- „Niezwykła podróż Balthazara Kobera“ (1988)